# 心如止水 (任家萱歌曲)
《心如止水》 是台灣歌手任家萱於2019年12月6日發行的單曲，作為個人回歸單曲主打，這是一首翻唱單曲，原唱者為Ice Paper。

## 商業表現
《心如止水》在發佈第三天於台灣KKBOX華語單曲日榜獲得第44位，之後於12月11日達到最高排位，為21位。另外，在發行當天於KKBOX華語新歌日榜獲得第22位，之後在12月13日達到了最高排位，為第6位。
此外，在台灣KKBOX華語單曲週榜的第一個星期獲得了第35位，後來在第三個禮拜達到了最高排位，為27位。而在KKBOX華語新歌週榜的第一個星期獲得最高排位，第8位。

## 榜單表現

### 日榜
| 榜單                  | 最高排名 |
| --------------------- | -------- |
| 臺灣KKBOX華語單曲日榜 | 21       |
| 臺灣KKBOX華語新歌日榜 | 6        |

### 週榜
| 榜單                  | 最高排名 |
| --------------------- | -------- |
| 臺灣KKBOX華語新歌週榜 | 8        |
| 臺灣KKBOX華語單曲週榜 | 27       |